# Matilda de Frisia
Matilda de Frisia (d. 1044) a fost prima soție a regelui Henric I al Franței. Data ei de naștere este necunoscută.
Matilda și Henric s-au căsătorit în 1034 după decesul logodnicei lui, Matilda de Franconia, fiica lui  Conrad al II-lea al Sfântului Imperiu Roman.
În jurul anului 1040, Matilda de Frisia a născut o fiică care a murit în 1044. În același an a murit și Matilda de Frisia. Ea a fost înmormântată la mănăstirea St Denis, însă mormântul ei nu s-a păstrat.
După decesul ei, Henric s-a căsătorit cu Anna de Kiev cu care a avut patru copii, inclusiv pe viitorul rege Filip I.